# علی‌پاشا صالح
علی پاشا صالح نویسنده و حقوقدان ایرانی (زاده ۵ بهمن ۱۲۸۰ – درگذشته ۲ بهمن ۱۳۶۹) بود.

## زندگی
علی پاشا صالح، فرزند میرزا حسن خان مبصرالممالک در تاریخ ۵ بهمن ۱۲۸۰ خورشیدی در شهرستان آران و بیدگل دیده به جهان گشود. برادران صالح هشت نفر بودند که در حلقه دوستان به «صلحا» شهرت داشتند و از این میان سلیمان صالح، اللهیار صالح و جهانشاه صالح از سایرین معروف تر هستند. سرهنگ جلیل بزرگمهر وکیل دکتر مصدق در دادگاه نظامی نیز داماد این خانواده بود. 
از هم‌دوره‌ای‌های علی پاشا صالح می‌توان به افرادی چون حسن مهرآوران، ارسلان خلعتبری و دکتر محمود افشار اشاره کرد.
وی در ۲ بهمن ۱۳۶۹ خورشیدی در تهران درگذشت.

## تحصیلات و سمتها
علی پاشا صالح پس از گذرانیدن دوره مکتب و مدرسه ابتدایی در کاشان، تحصیلات متوسطه را در مدرسه آمریکایی تهران ادامه داد. سپس در مدرسه‌های تجارت و نظام وفا به تدریس پرداخت. چندی هم رئیس دارالترجمه وزارت مالیه و پس از آن به دعوت علی‌اصغر حکمت سرپرست اداره کل انطباعات وزارت معارف بود.
از زمانی که دانشگاه تهران تأسیس شد، در دانشکده حقوق به تدریس متون حقوقی به زبان انگلیسی پرداخت.
از کارهای با ارزش او در این دوره ترجمه متن قانون اساسی ایران به زبان انگلیسی بود.
ضمناً در مؤسسه وعظ و خطابه دانشکده الهیات و معارف اسلامی تدریس آیین سخنوری و فن خطابه را بر عهده داشت.

## آثار

### کتابها
- آثار ایران از نشریات اداره باستان‌شناسی (ویرایش مجلدی که سید محمدتقی مصطفوی ترجمه کرد، ۱۳۱۶)
- آداب مناظره (۱۳۱۷)
- آثار ایران (دفتر سوم، ۱۳۱۸)
- انگلیسی (کتابهای درسی) برای سال ششم (تالیف آرتور سی‌بویسی، علی پاشا صالح، عبدالله فریار (شش جلد، ۱۳۱۹)
- تاریخ ادبی ایران (تألیف ادوارد براون، جلد اول، ۱۳۲۳، جلد دوم ۱۳۵۸)
- سرگذشت قانون، اشارتی به تاریخ عمومی حقوق (۱۳۳۵)
- صالح، علی پاشا (۱۳۴۸). مباحثی از تاریخ حقوق: دورنمایی از روزگاران پیشین تا امروز. دانشگاه تهران. شابک ۹۷۸-۹۶۴-۰۳-۴۷۸۵-۰.
- آداب سخن: اصول فن خطابه (۱۳۳۷)
- قوه مقننه و قوه قضاییه: نظری به تاریخ حقوق ایران و سازمانهای قضایی تا شهریور ۱۳۴۱ (۱۳۴۳)
- صالح، علی پاشا (۱۳۷۳). فرهنگنامه صالح: اصطلاحات حقوقی و سیاسی و اقتصادی و معارف اسلامی به زبان انگلیسی و فارسی. دانشگاه تهران. شابک ۹۶۴-۰۳-۳۷۷۵-۷.
- پیوندهای فرهنگی ایران و آمریکا (۱۳۵۵)

### مقالات
- پیام کوه
- جامعیت ادبی یغمایی
- شریف‌الدوله بنی‌آدم
- درود
- در آسیب دهر و رهایی از غم (سخنی چند از جوزف ادیسون و رودکی)
- اصول تربیت جسمانی و حفط الصحه (ترجمه، ۱۳۰۶)